# Humana genetika
Humana genetika (genetika čovjeka) je temeljna je medicinska i primijenjena znanost gdje je predmetom proučavanja čovjek. Razvija se posebno brzo kroz zadnja tri desetljeća.

## Grane humane genetike
Porodica biokemijske genetike, imunogenetike, citogenetike, populacijske genetike, razvojne genetike, farmakogenetika pod zajedničkim nazivom humana genetika s čovjekom kao objektom proučavanja, postla je još brojnijom u posljednje vrijeme kad su joj pridružene molekularna genetika, etička i juridička genetika, čak i ekološka genetika i genetika ponašanja. U novije vrijeme govori se i o statističkoj genetici. 

## Vanjske poveznice
Mrežna mjesta
- humana genetika, Hrvatska enciklopedija
- Hrvatsko društvo za humanu genetiku